# Ondrea Gates
Ondrea Gates (San Antonio, Texas; 25 de septiembre de 1962) es una culturista profesional estadounidense. 

## Primeros años y educación
Ondrea Victoria Gates nació el 9 de septiembre de 1962 en la ciudad de San Antonio (Texas) y se crio en Lawton (Oklahoma), siendo una de seis hijos (cuatro hermanas y un hermano). En 1980 se graduó en el Eisenhower High School. De 1982 a 1984, asistió a la Universidad Estatal de Oklahoma.

## Carrera en el culturismo

### Amateur
Vickie compitió en atletismo y empezó a levantar pesas en la universidad. En 1983, participó en su primera competición en Tulsa (Oklahoma), que ganó. Ascendió en el escalafón amateur y acabó obteniendo su tarjeta profesional en 1993 al ganar la categoría de peso medio en los Nacionales de la NPC.

### Profesional
La larga cadena de altos puestos de Vickie como profesional incluye tres títulos consecutivos de Ms. International de 1999 a 2001. Esos mismos años, también quedó segunda en el Ms. Olympia en tres ocasiones.

### Retiro
En 2003, Gates se retiró del culturismo tras acabar en séptima posición en el Ms. Olympia de ese año.

### Legado
En 2010, Gates fue incluida en el Hall de la Fama de la IFBB.

### Historial competitivo
- 1984 - Tulsa Classic - 1º puesto
- 1986 - USA Championships - 4º puesto (HW)
- 1989 - NPC Junior USA Championships - 3º puesto (MW)
- 1989 - IFBB North American Championship – 2º puesto (MW)
- 1990 - NPC USA Championships – 10º puesto (MW)
- 1991 - NPC Junior USA Championships - 3º puesto (HW)
- 1991 - IFBB North American Championship – 9º puesto (HW)
- 1992 - NPC Nationals – 3º puesto (MW)
- 1993 - NPC USA Championships – 1º puesto (MW)
- 1993 - NPC Nationals – 1º puesto (MW)
- 1994 - IFBB Grand Prix Prague - 5º puesto
- 1994 - Jan Tana Classic - 4º puesto
- 1995 - Ms. International - 11º puesto
- 1995 - Jan Tana Classic - 8º puesto
- 1996 - Ms. International - 3º puesto
- 1996 - IFBB Ms. Olympia - 5º puesto
- 1996 - Grand Prix Slovakia - 4º puesto
- 1996 - Grand Prix Prague - 4º puesto
- 1997 - Ms. International - 2º puesto
- 1997 - IFBB Ms. Olympia - 5º puesto
- 1998 - Ms. International - 3º puesto
- 1998 - IFBB Ms. Olympia - 3º puesto
- 1999 - Ms. International - 1º puesto
- 1999 - IFBB Ms. Olympia - 2º puesto
- 2000 - Ms. International - 1º puesto (HW y Overall)
- 2000 - IFBB Ms. Olympia - 2º puesto (HW)
- 2001 - Ms. International - 1º puesto (HW y Overall)
- 2001 - IFBB Ms. Olympia - 2º puesto (HW)
- 2002 - Ms. International - 3º puesto (HW)
- 2002 - IFBB Ms. Olympia - 3º puesto (HW)
- 2003 - Ms. International - 4º puesto (HW)
- 2003 - IFBB Ms. Olympia - 7º puesto (HW)[1][2][3]

## Vida personal
Es cristiana. Sus aficiones son la lectura de la Biblia y las compras. Actualmente vive en Arlington (Texas), con su hija Kindra. Desde septiembre de 1999, es propietaria de un gimnasio llamado Strictly Fitness en Irving (Texas). Es entrenadora personal. También trabaja para Bally Total Fitness Corporation. Ha estado casada anteriormente, y en ese momento utilizaba el apellido Gates-Lewis. En 1992, conoció a su entonces novio, Ronnie Coleman, un culturista profesional de la IFBB que llegó a ser ocho veces proclamado Mister Olympia y uno de los mejores culturistas de todos los tiempos, en una tienda GNC. Salió con Coleman durante casi siete años.